# Campionati mondiali di pattinaggio di velocità su distanza singola 2025 - Sprint a squadre femminile
L'evento dei sprint a squadre femminile dei campionati mondiali di pattinaggio di velocità su distanza singola 2025 si è svolto il 13 marzo 2025 al Vikingskipet di Hamar, in Norvegia.

## Risultati
| Pos | Pair | Corsia | Nazione                                                       | Tempo      | Diff  |
| --- | ---- | ------ | ------------------------------------------------------------- | ---------- | ----- |
| 1   | 2    | c      | Paesi Bassi Jutta Leerdam Suzanne Schulting Angel Daleman     | 1:25.57 TR |       |
| 2   | 3    | c      | Canada Brooklyn McDougall Béatrice Lamarche Ivanie Blondin    | 1:27.23    | +1.66 |
| 3   | 3    | s      | Polonia Andżelika Wójcik Kaja Ziomek-Nogal Karolina Bosiek    | 1:27.80    | +2.23 |
| 4   | 4    | c      | Kazakistan Darja Vazhenina Kristina Silaeva Nadezhda Morozova | 1:28.78    | +3.21 |
| 5   | 1    | s      | Cina Wang Jingziqian Tian Ruining Yin Qi                      | 1:30.41    | +4.84 |
| 6   | 2    | s      | Norvegia Carina Jagtøyen Julie Nistad Samsonsen Aurora Løvås  | 1:30.59    | +5.02 |
| -   | 4    | s      | Germania Lea Sophie Scholz Sophie Warmuth Anna Ostlender      | DNF        | DNF   |